# Icek (żeglarstwo)
Icek, wimpel – najczęściej nić lub taśma magnetofonowa przymocowana do wanty lub achtersztagu na jachcie żaglowym pokazująca kierunek wiatru pozornego, pomocna przy ustalaniu kursu względem wiatru. Czasem umieszczony na żaglach, pozwala określić czy żagle są odpowiednio wybrane.
Również prosty przyrząd lotniczy (najczęściej kawałek nitki lub włóczki), mocowany taśmą do owiewki kabiny, określający kierunek napływu strug powietrza. Stosowany głównie w szybownictwie.